# ブラボー♥ベースボール
『ブラボー♥ベースボール』は、松島裕子による日本の漫画作品。
『なかよし』（講談社）にて連載された。

## 書誌情報
- ブラボー♥ベースボール、初版発行日1979年8月4日
  - チョコパフェにさようなら／初恋サンドイッチはいかが?（1979年3月号）（桐村杏子）／デイジーヒルからの手紙／恋がにがてなキューピッド